# Emmanuel Ledoyen
Pour les articles homonymes, voir Ledoyen.
Emmanuel Ledoyen est un footballeur international réunionnais né le 15 octobre 1981 à Saint-Paul sur l'île de la Réunion.
Il joue gardien de but dans le club de l'AS saint-louisienne.